# جیمو (شاندونگ)
جیمو (شاندونگ) (به لاتین: Jimo) یک county-level city در جمهوری خلق چین است که در چینگدائو واقع شده‌است.